# ブライアン・フォイ
ブライアン・フォイ（Bryan Foy、1896年12月8日 - 1977年4月20日）は、アメリカ合衆国の映画監督・映画プロデューサー。

## 主な製作作品
- 紐育の灯 Lights of New York (1928)
- 聖林ホテル Hollywood Hotel (1937)
- ジャングル大捜査網 Heart of the North (1938)
- コメット・オーバー・ブロードウェイ Comet Over Broadway (1938)
- ガダルカナル・ダイアリー Guadalcanal Diary (1943)
- 明日なき男 Highway 301 (1950)
- 総攻撃 Breakthrough (1950)
- 肉弾戦車隊 The Tanks Are Coming (1951)
- ＦＢＩ暗黒街に潜入せよ I Was a Communist for the FBI (1951)
- 荒野の血闘 The Lion and the Horse (1952)
- ファティマの奇蹟 The Miracle of Our Lady of Fatima (1952)
- 肉の蝋人形 House of Wax (1953)
- 土曜日正午に襲え Crime Wave (1954)
- 不沈母艦サラトガ Battle Stations (1956)
- 札束の報酬 Blueprint for Robbery (1961)
- 魚雷艇109 PT 109 (1963)